# Castillo de Pennard
El castillo de Pennard (en inglés: Pennard Castle) es un castillo en ruinas, que se encuentra cerca del pueblo moderno de Pennard en la península de Gower, en el sur de Gales (Reino Unido). El castillo fue construido a principios del siglo XII como una fortificación de madera (ringwork) tras la conquista normanda de Gales. Los muros fueron reconstruidos en piedra por la familia Braose a finales del siglo XIII y principios del XIV, incluida una puerta de entrada de piedra o casa del guarda. Sin embargo, poco después, las dunas de arena que se adentraban en el lugar provocaron el abandono del mismo y su ruina. Durante el siglo XX se llevaron a cabo algunos obras de restauración y los restos del castillo están protegidos por la legislación del Reino Unido como un monumento clasificado de grado II*.

## Historia

### Siglos XIII-XIV

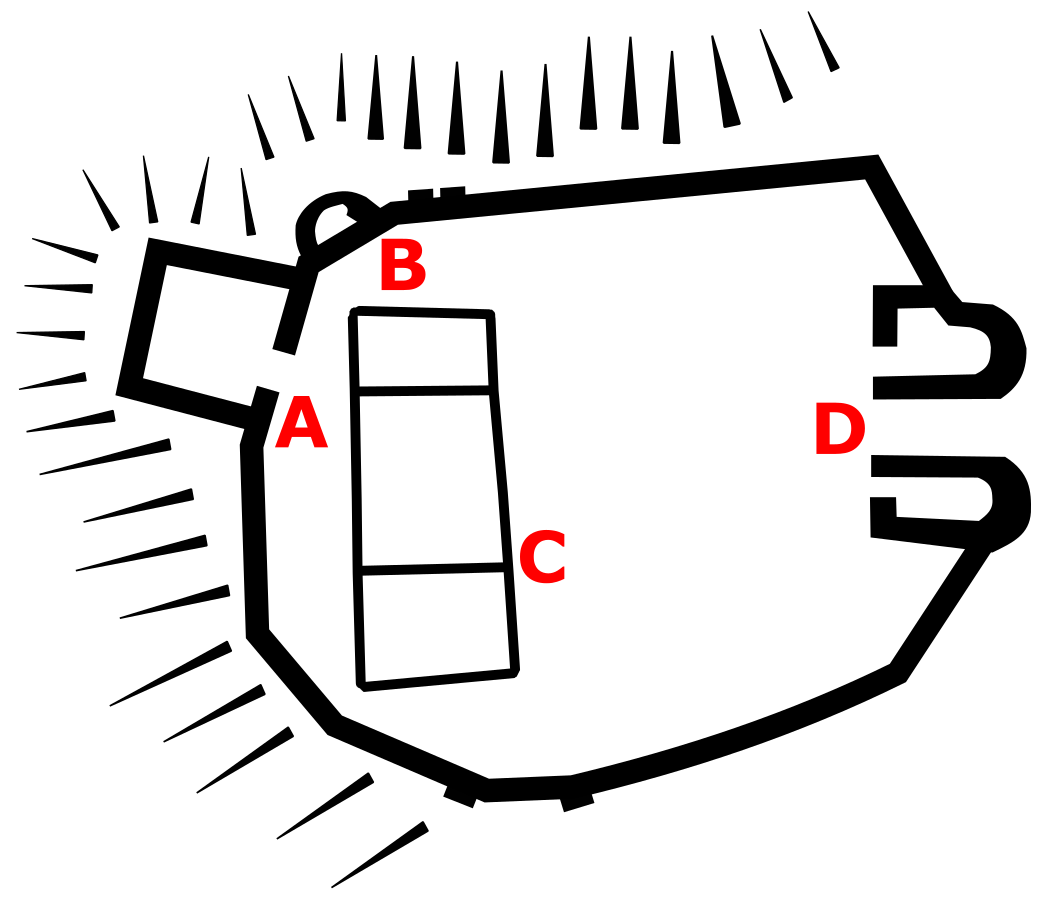
Planta del castillo en el ; A - torre oeste; B - torre noroeste; C - salón; D - puerta de entrada

Los normandos comenzaron a realizar incursiones en el sur de Gales desde finales de la década de 1060 en adelante, avanzando hacia el oeste desde sus bases en la Inglaterra recientemente conquistada. Su avance estuvo marcado por la construcción de castillos y la creación de señoríos regionales. El castillo de Pennard se construyó a principios del siglo XII después de que Enrique de Beaumont, conde de Warwick, conquistara la península de Gower e hiciera de Pennard una de sus mansiones señoriales.
El castillo fue construido sobre un espolón de piedra caliza, con vistas a la desembocadura del arroyo Pennard Pill y la bahía Three Cliffs, y estaba protegido al norte y al oeste por acantilados circundantes. La fortificación inicialmente tenía forma de un anillo ovalado, de 34 por 28 metros, con un foso defensivo y murallas alrededor del exterior, y una sala de madera en el centro. Se construyó una iglesia local, St Mary's, justo al este y poco después creció un asentamiento alrededor del sitio; se estableció una madriguera libre (una especie de licencia de caza de conejos para un bosque o área determinada), en las dunas de arena cercanas. A principios del siglo XIII, se construyó una sencilla sala de piedra, de aproximadamente 18,6 por 7,6 metros, en el sitio donde anteriormente se alzaba el edificio de madera más antiguo, utilizando piedad arenisca de color rojo púrpura con detalles de piedra caliza blanca.
A finales del siglo XIII y principios del XIV, mientras el castillo estaba controlado por Guillermo y su hijo, también llamado Guillermo, las defensas de madera fueron reemplazadas. Una delgada muralla de piedra, de unos 8 metros de altura con almenas, sustituyó a las antiguas empalizadas de madera, las nuevas defensas de la muralla exterior incluían una torre cuadrada sobre un espolón rocoso en el lado oeste y una torre circular en la esquina noroeste. Se construyó una puerta de entrada como nueva entrada, protegida por dos torres semicirculares que posiblemente imitaban las de castillos regionales como el Castillo de Caerphilly; la nueva puerta de entrada estaba débilmente defendida por un rastrillo y un puñado de aspilleras. Los nuevos muros se construyeron a partir de una mezcla de escombros de arenisca roja, probablemente extraídos de canteras locales, y piedra caliza extraída del propio sitio del castillo. Es posible que la familia Braose (dueños del castillo) hayan reconstruido Pennard como reemplazo de su castillo en la cercana localidad de Penmaen, que fue abandonado aproximadamente al mismo tiempo debido a la invasión de las dunas de arena.

### Siglos XVI-XXI

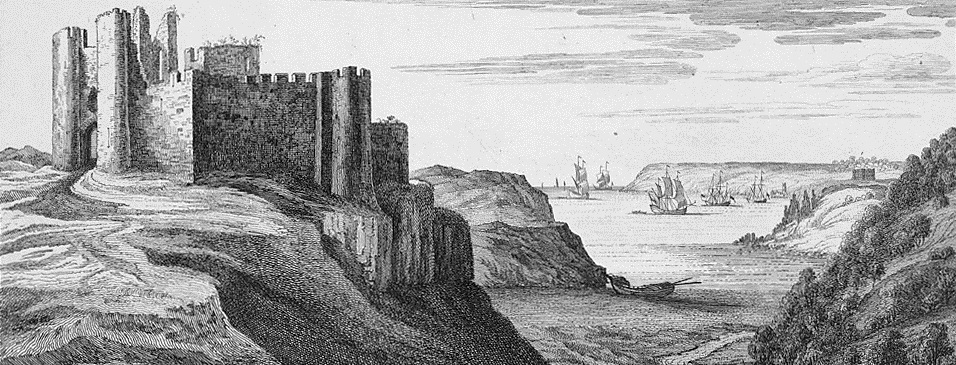
Grabado de 1741 de los hermanos Buck del castillo visto desde el noreste

El castillo de Pennard también comenzó a sufrir la invasión de las dunas de arena y el castillo y su asentamiento fueron abandonados gradualmente. Una encuesta realizada en 1650 describió la fortificación como «desolada y ruinosa» y rodeada de arena. En 1741, el muro sur del castillo se había derrumbado en su mayor parte, pero el resto del castillo aparentemente seguía intacto en general, aunque había sufrido daños importantes en 1795. El lugar que ocupa el castillo y su entorno fue un tema popular para grabados, bocetos y pinturas a partir del siglo XVIII, siendo particularmente popular la vista de las ruinas desde el este. En el año 1879 aparecieron grandes grietas en la torre sur de la puerta, lo que provocó su derrumbe parcial.
En 1922, había aumentado la preocupación por el estado del castillo y se llevaron a cabo discusiones entre el Pennard Golf Club, propietario del sitio, la Royal Institution y la Cambrian Archaeological Association. Se formó un comité conjunto para recaudar fondos para las reparaciones de la mampostería, pero los costos parecen haber sido excesivos y, en su lugar, la puerta de entrada fue reparada con hormigón entre 1923 y 1924. Gran parte del muro sur restante se derrumbó a principios de 1960 y se realizó un estudio arqueológico entre 1960 y 1961. En 1963 se llevaron a cabo reparaciones urgentes de mampostería, financiadas por una combinación del Ministerio de Construcción y Obras Públicas, la Sociedad Gower, el club de golf propietario del sitio y una suscripción pública lanzada por los periódicos locales.

El castillo visto desde el oeste, con el campo de golf visible al fondo

En el siglo XXI, aún sobreviven las ruinas de la puerta de entrada, que llegan hasta las almenas de su lado este, en parte porque fue construida con mortero muy resistente. Así mismo, sobreviven algunas partes de la muralla, principalmente en los lados norte y este, ahora de alrededor de 1,1 metros de espesor y una media de 5 metros de altura, junto con los restos de la torre cuadrada de la muralla exterior. Las ruinas están protegidas por la ley del Reino Unido como un monumento clasificado de grado II* y un monumento planificado.